# Kunratice (Praha)
Kunratice (německy Kunratitz, též Kundratitz) jsou městská čtvrť a katastrální území hlavního města Prahy v obvodu Praha 4, na jihovýchodním okraji města, do roku 1968 byly samostatnou obcí Kunratice u Prahy. Tvoří hlavní část městské části Praha-Kunratice, k 1. červenci 2014 byla upravena hranice samosprávných městských částí Praha-Šeberov a Praha-Kunratice v okolí Kunratické spojky tak, že přestala odpovídat hranici katastrálních území Šeberov a Kunratice a vznikly tak v řídce zastavěném území oboustranné přesahy. Mají rozlohu 8,0985 km². V roce 2017 zde bylo evidováno 143 ulic a 2075 adres. Pro tuto čtvrť je charakteristické obklopení jednou z největších pražských ploch lesní zeleně, Kunratickým lesem. Jejím jádrem je historický komplex barokního kunratického zámku se zámeckým parkem uvnitř zástavby.

## Historie

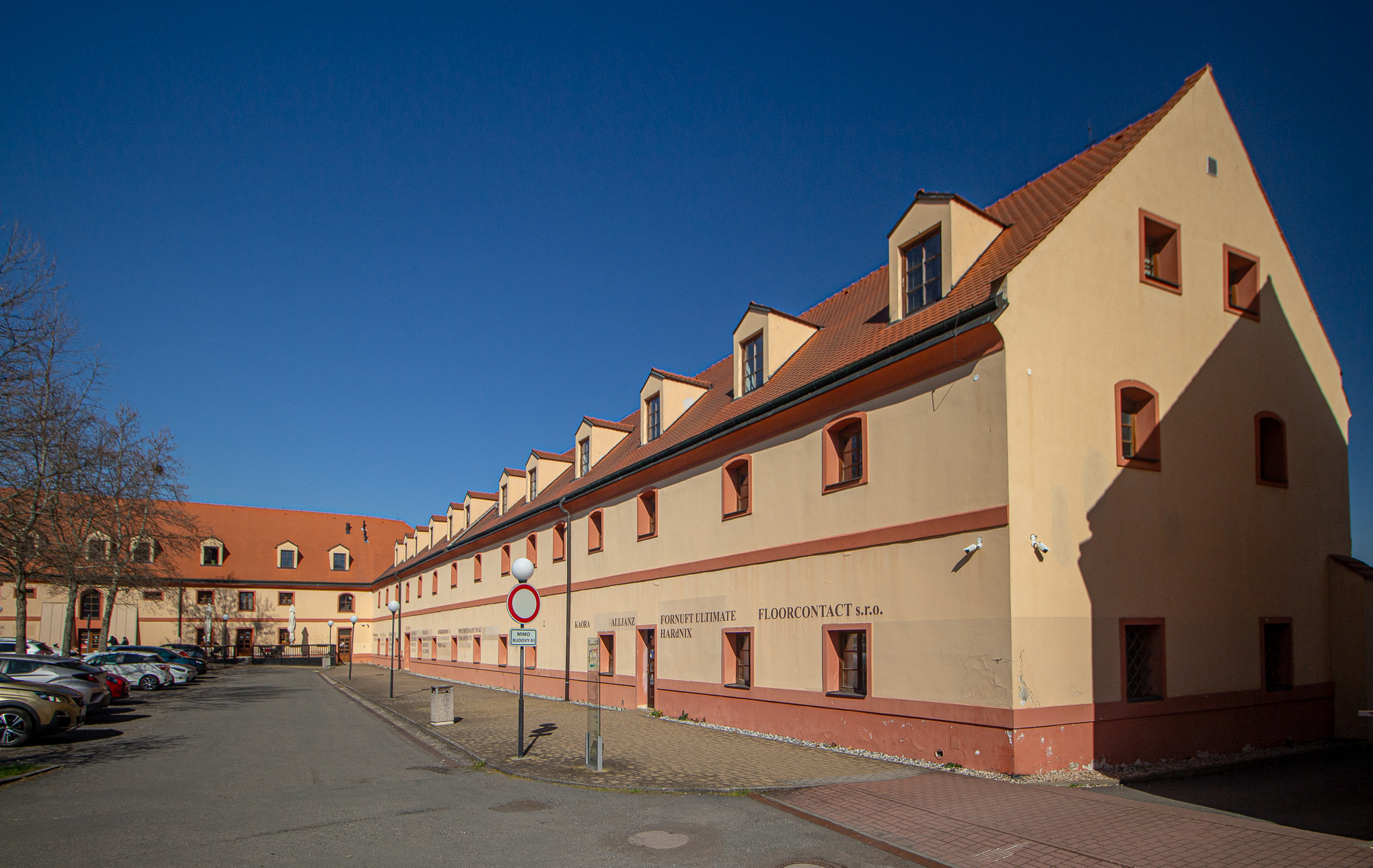
Kunratická tvrz u zámku

První písemná zmínka o Kunraticích (tehdy nazývaných Chunratitz), etymologicky odvozeno od jména Konrád), je z roku 1287, na tomto katastrálním území se tehdy nacházely ještě Paběnice. K roku 1336 se připomíná kunratická tvrz, kterou vlastnil Frenclin Jakubův z rodu Olbramoviců, služebník krále Jana Lucemburského. Od dědiců jeho bratra Prokopa roku 1407 ves koupil král Václav IV. Roku 1421 ves zapsal král Zikmund Lucemburský svému dvořanu Chvalovi z Ojčína a Dojic. Během 16. století se zde vystřídali Šternberkové, Berkové z Dubé a Hýzrlové z Chodů, z nichž Mikuláš roku 1549 opravoval tvrz. Po nich tvrz drželi Gryspekové z Gryspachu a Malovcové z Malovic. Roku 1688 Václav Čabelický ze Soutic přestavěl tvrz na zámek. Jeho majitel Jan Arnošt z Golče roku 1728 přikoupil ke Kunraticím Šeberov, Hrnčíře a Chodov. Týž majitel dal přestavět zámek i kostel. Roku 1754 navštívila na doporučení zemského maršálka, hraběte Buquoye císařovna Marie Terezie. Roku 1795 panství Kunratice koupil hrabě Karel Josef Clam-Martinic, který jej roku 1801 prodal pražskému měšťanovi Josefu Antonínu Korbovi, roku 1814 povýšenému na svobodného pána z Weidenheimu. V majetku rodiny zůstaly Kunratice po celé 19. století.
K Praze byla do té doby samostatná obec Kunratice u Prahy připojena k 1. lednu 1968 a začleněna do městského obvodu Praha 4, zároveň přišla i o svůj přívlastek „u Prahy”, který nezůstal ani v názvu katastrálního území. 

### 90. léta 20. století
Dne 24. listopadu 1990 vznikla moderní samosprávná městská část Praha-Kunratice.
V 90. letech bylo ke Kunraticím přistavěno sídliště Flora, funkčně spadající pod Jižní Město. Nachází se v severovýchodní části Kunratic mezi Kunratickým lesem, budovou Volha a Kolejemi Jižní Město. Zahrnuje 3–5 patrové obytné domy vzhledově naprosto odlišné od zbylé zástavby Jižního Města II. V původních plánech výstavby Jižního Města II bylo zařazeno jako poslední šestá stavba. Mělo však k ní dojít až po roce 1990. Po Sametové revoluci se však obyvatelé Jižního Města postavili proti výstavbě dalších 8-12 patrových domů v těsné blízkosti Kunratického lesa (argumentovali především ohrožením lesa a životního prostředí). Tehdejší nové vedení radnice jim dalo po diskusi za pravdu a projekt byl upraven.

### 21. století

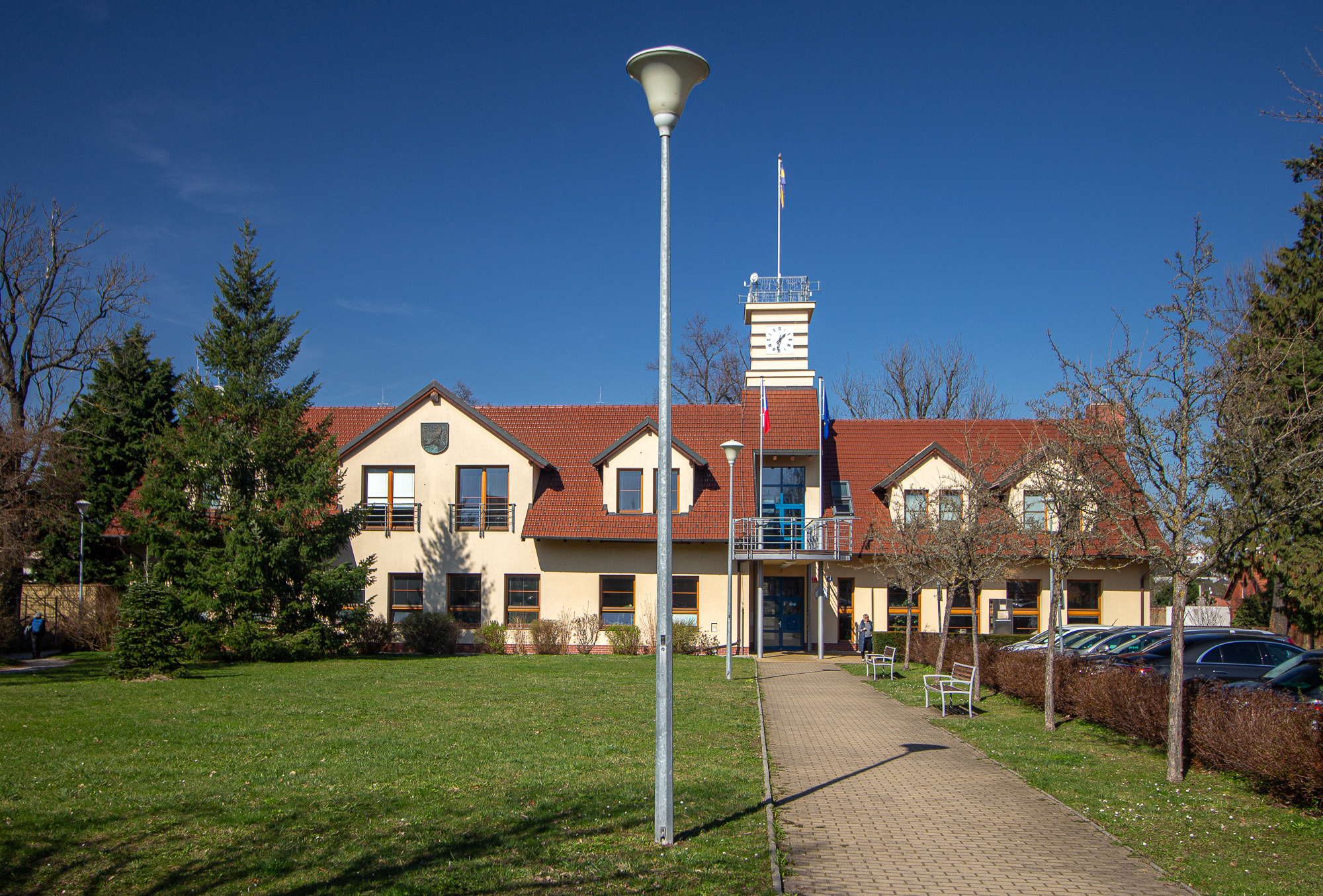
Kunratická radnice, 2024

Po sametové revoluci, zvlášť po druhé polovině prvního desetiletí 21. století došlo v Kunraticích k mnohým změnám. Počet obyvatel se za roky 2005 až 2015 téměř ztrojnásobil. Byl vybudován nový bytový komplex Zelené údolí v sousedství nového areálu IKEM, který obsahuje až sedmipatrové bytové domy s vlastními společnými garážemi a dvě linie řadových rodinných domů. Do dnešního dne není však bytový komplex zcela majetkově vypořádán, nicméně tento problém přetrvává již jen na veřejných prostorách. Pozemky pod bytovými domy byly již úspěšně uvedeny do souladu s majetkovými podíly vlastníků bytů.
V roce 2006 byla postavena nová budova kunratického úřadu (dle arch. Jana Šabarta) rekonstrukcí původní stodoly (předchůdce ojektu radnice byl v minulosti využíván i jako mateřská škola nebo bytový dům). Rekonstrukcí prošla sokolovna místní buňky TJ Sokol a areál hospodářských budov obklopující kunratický zámek ("kunratická tvrz"), který obec dlouhodobě pronajala soukromé společnosti, která jej kompletně zrekonstruovala a využívá ke komerčním účelům, zejména maloobchodu a poskytování drobných služeb. V roce 2007 byla dokončena rozsáhlá dostavba a rekonstrukce areálu Základní školy Kunratice. Zahrnovala nové pavilony, sportovní halu a venkovní sportoviště, rozvoj ZŠ pokračoval i v dalších letech, např. šatnové centrum, jídelna apod..
V letech 2005–2008 byl kompletně rekonstruován hlavní tah Kunraticemi: ulice K Šeberáku, K Libuši, náměstí Prezidenta Masaryka a část ulice K Verneráku. V roce 2015 se zrekonstruovala silnice Kunratické spojka. Postupně se rekonstruují výstavbou inženýrských sítí zdevastované komunikace v blízkosti centra Kunratic, přičemž neustále probíhá projektová příprava rekonstrukce dalších komunikací a doplňování chybějících chodníků. V roce 2017 se v Kunraticích hospodařilo se 120 miliony, z čehož 35 mil. byly běžné provozní prostředky a zbytek investice. To bylo nejvíc investic navíc za posledních deset let.

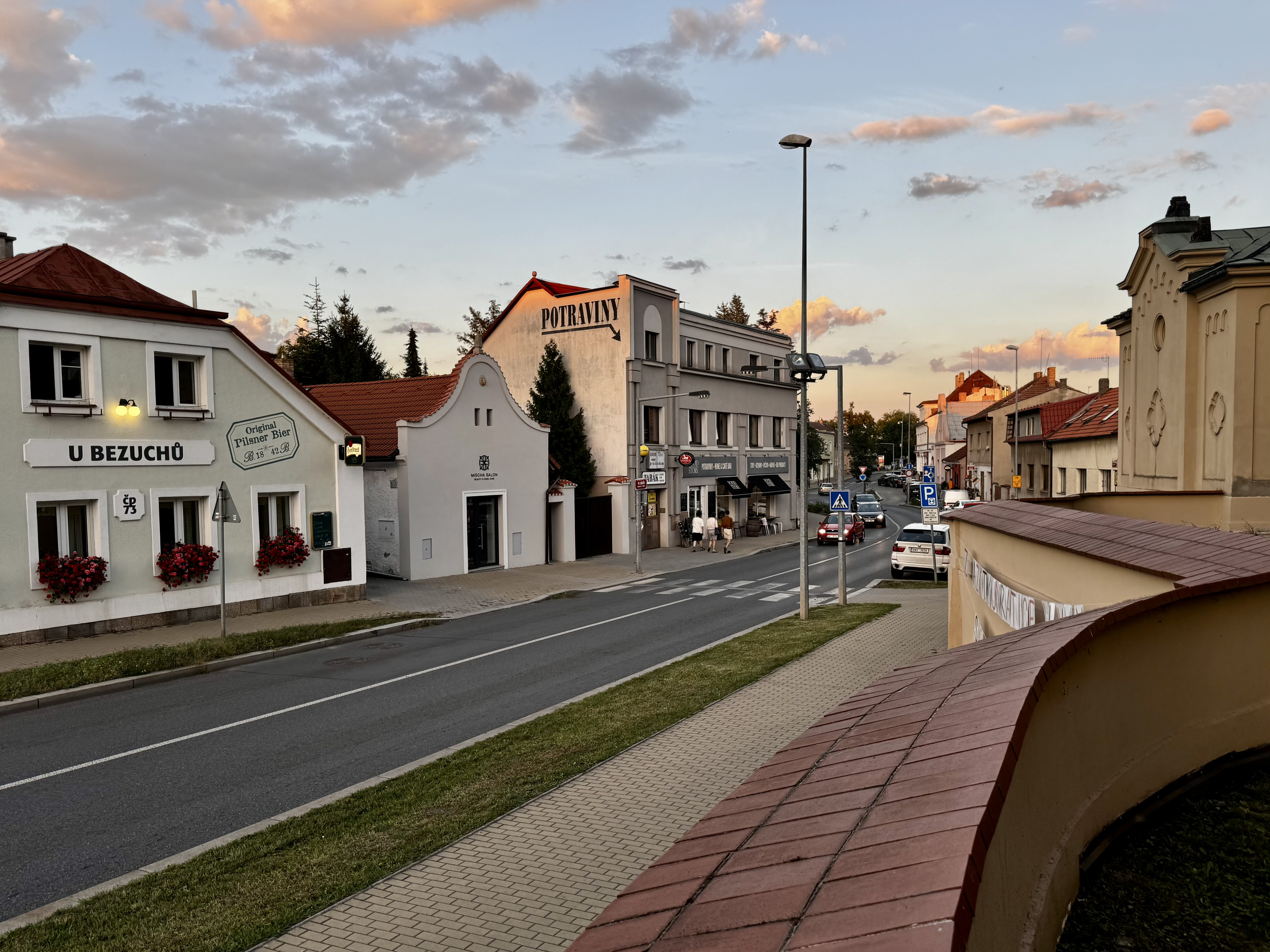
Ulice K Libuši v centru Kunratic v roce 2024, napravo kostelní krypta, náměstí T. G. Masaryka v pozadí

V roce 2016 vzniklo u okružní křižovatky U tří svatých a blízké stejnojmenné zastávky MHD Obchodní centrum Kunratice, zahrnující supermarket, drogerii, lékárnu a další obchody. Od roku 2014 funguje na Betáni pivovar Muflon a od roku 2018 pivovar Spojovna u trojmezí Kunratic, Šeberova a Prahy 11.
S účinností od 1. července 2014 byla upravena hranice samosprávných městských částí Praha-Šeberov a Praha-Kunratice v okolí Kunratické spojky tak, že přestala odpovídat hranici katastrálních území Šeberov a Kunratice a vznikly tak v nezastavěném území oboustranné přesahy. Katastrální hranice kopíruje východní břeh rybníků Šeberák a Olšanského rybníka, nově byla část Šeberova mezi těmito rybníky a Kunratickou spojkou samosprávně připojena ke Kunraticím jako základní sídelní jednotka U Šeberáku-východ. Naopak jihovýchodní výběžek katastrálního území Kunratice, dosahující až k zástavbě Hrnčíř (nově ZSJ Hrnčíře-U Kunratické spojky a Hrnčíře-západ), byl samosprávně připojen k Šeberovu: změna se dotkla též čtyř kunratických číslovaných rekreačních budov (če. 23, 501, 502 a 55), která tak nově samosprávně spadají pod Šeberov.

## Území
Statisticky se Kunratice člení na 18 základních sídelních jednotek: Kunratický les, Zelené údolí, Kunratice-východ, Kunratice-sever, Kunratice-střed, Kunratice-jih, Paběnice, Kunratice-západ, Kunratice-Na jezerech, Horní Kunratice, U Šeberáku, U studánky-východ, Kunratice-skladový areál, Kunratice-Ke Hrádku, Kunratice-Nad rybníčky, Kunratice-Nad Vernerákem, Hrnčíře-západ, Hrnčíře-U Kunratické spojky. Poslední dvě jmenované patří od roku 2014 samosprávně k městské části Praha-Šeberov. 

Kunratice sousedí s těmito čtvrtěmi a obcemi: Libuš, Písnice, Šeberov (Hrnčíře), Chodov, Krč, Vestec u Prahy.
| Růžice kompasu | Kunraticko-michelský les | Chodov    | Chodov  | Růžice kompasu |
| Růžice kompasu | Libuš                    | Sever     | Šeberov | Růžice kompasu |
| Růžice kompasu | Libuš                    | Kunratice | Šeberov | Růžice kompasu |
| Růžice kompasu | Libuš                    | Jih       | Šeberov | Růžice kompasu |
| Růžice kompasu | Písnice                  | Vestec    | Hrnčíře | Růžice kompasu |

Dva na sebe téměř navazující výběžky na jihovýchodním okraji katastrálního území Kunratice, dosahující až k zástavbě Hrnčíř, východně od elektrického vedení 110 kV (nově ZSJ Hrnčíře-U Kunratické spojky a Hrnčíře-západ), byly k 1. 7. 2014 samosprávně připojeny k městské části Praha-Šeberov: změna se dotkla též čtyř kunratických číslovaných rekreačních budov (če. 23, 501, 502 a 55) a několika dalších, nečíslovaných objektů podobného charakteru, které tak nově samosprávně spadají pod Šeberov, i když jim zůstalo kunratické číslování. Tento pás je přitom součástí urbanistického celku, k němuž patří též objekty če. 422 a čp. 422 na ploše, která zůstala v městské části Praha-Kunratice. 
- ZSJ Hrčíře-západ, územně technická jednotka Kunratice-Praha-Šeberov díl 2, výměra 0,284034 km²
- ZSJ Hrnčíře-U Kunratické spojky, územně technická jednotka Kunratice-Praha-Šeberov díl 2, výměra 0,008077 km²

K samosprávné městské části Praha-Kunratice byla naopak připojena část katastrálního území Šeberov v pásu mezi Kunratickou spojkou a břehy Šeberovského a Olšanského rybníka. 

## Pamětihodnosti

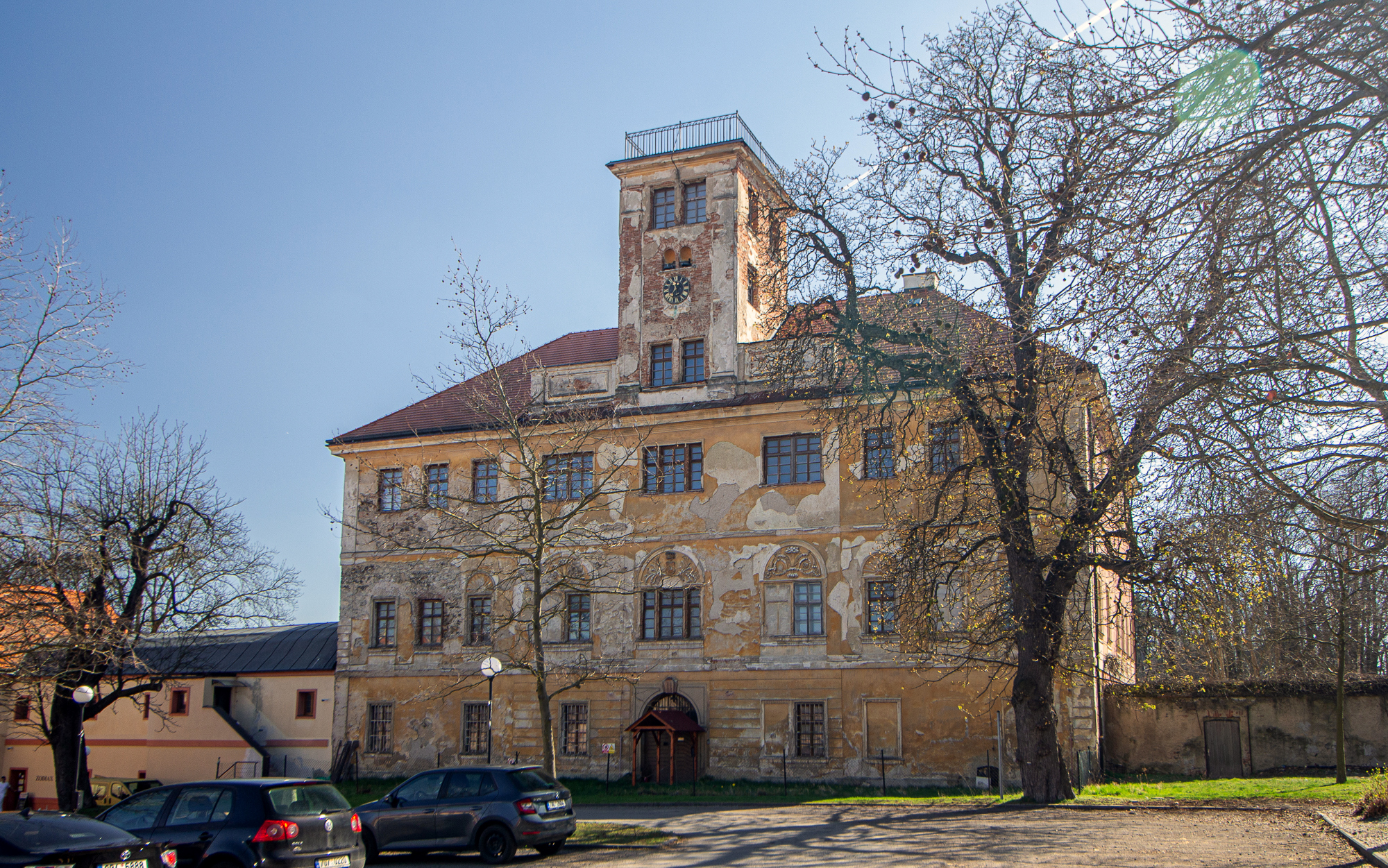
Kunratický barokní zámek

### Zámek
Jednou ze dvou dominant Kunratic při pohledu z dálky je kunratický zámek, nazývaný také Tvrz Kunratice. Jde o rozsáhlou, od roku 1688 několikrát přestavovanou barokní stavbu, postavenou na základech dřívější tvrze. Sloužil postupně různým účelům. Například východní křídlo bylo přestavěno na špejchar, nyní již opravený, hlavní část prošla v letech 2006–2008 rekonstrukcí. Zchátralá střední část zámku je v soukromých rukou a není veřejnosti přístupná.
Ke Kunratickému zámku přiléhá barokní park, který se dělí na části jižní a severní; jižní je přístupná a nachází se v ní altánek, dětské hřiště a tenisové kurty.

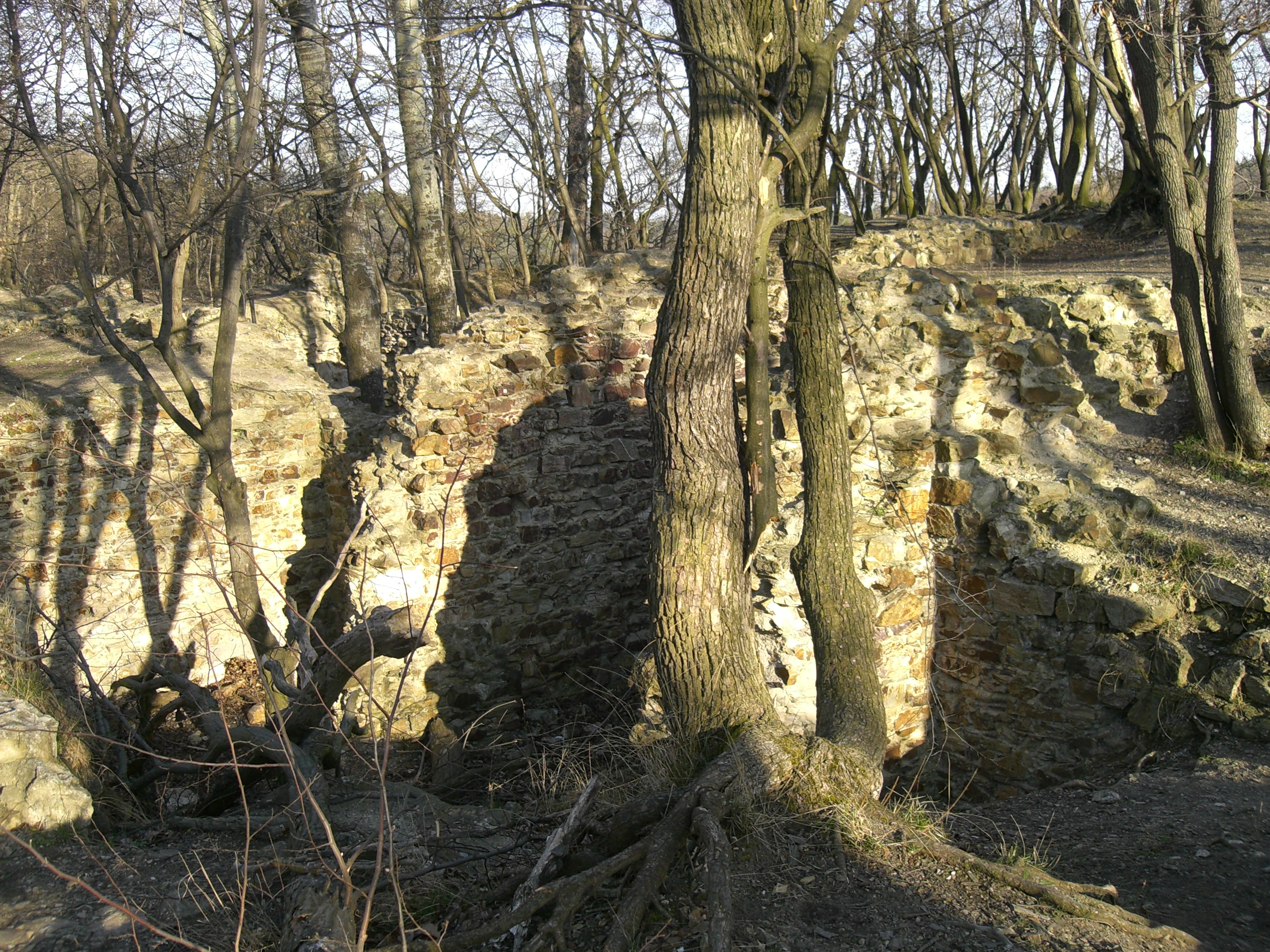
Zřícenina Nového hradu

### Nový hrad
Nový hrad je zříceninou královského gotického hradu, ležící na lesnatém ostrohu severozápadně od centra obce Kunratice. Hrad byl postaven pro krále Václava IV. v letech 1411–1412. Král Václav IV. zde 16. srpna 1419 zemřel. V polovině prosince 1420 byl hrad obležen pražany a 27. ledna 1421 byl definitivně dobyt Zikmunda Lucemburského a zdevastovaný zapálen. Později už nebyl obnoven. Dodnes se zachovaly jen zbytky zdí obdélného paláce a věže. V roce 2014 byla obnovena lávka vedoucí k hradu.

### Kostel
Barokní kostel svatého Jakuba Většího, druhá dominanta obce, je barokní stavba architekta Františka Maxmiliána Kaňky z let 1730–1736, s červenožlutou fasádou a s věží zaklenutou kupolí. Stojí na místě raně gotického kostelíka, z něhož zůstala dnešní sakristie. Vedle kostela stojí špejchar Kunratického zámku, za kostelem je novogotická hrobka.

### Další pamětihodnosti
- Sousoší kalvárie „U Tří Svatých" stojí na stejnojmenné křižovatce. Původní barokní konfiguraci dala zhotovit v polovině 18. století hraběnka Golčová. Sochy však byly zničeny v padesátých letech 20. století. Dne 15. září 2016 bylo sousoší na podnět bývalého kunratického místostarosty Václava Chalupy rekonstruováno. Autorem nové verze je český umělec Jan Hendrych. Sochu požehnal pražský arcibiskup kardinál Dominik Duka.[11]
- Bronzová busta T. G. Masaryka od Vincence Makovského, která byla umístěna na žulovém podstavci v parčíku na náměstí Prezidenta Masaryka v letech 1937 a 1945, byla v roce 1990 obnovena.
- Socha svatého Jana Nepomuckého, pískovcová z 2. čtvrtiny 18. století, stojí na Kostelním náměstí jižně od kostela, byla restaurována v roce 2017. Původní lavice nebyla obnovena.
- Kunratický hřbitov se nachází severně od radnice, poblíž Kunratického lesa.
- Památník českým legionářům a obětem první světové války; sousoší legionáře se lvem z roku 1922; stojí severně od kostela u hlavní silnice.
- Hostinec Na Betáni, bývalý zájezdní hostinec

## Krajina

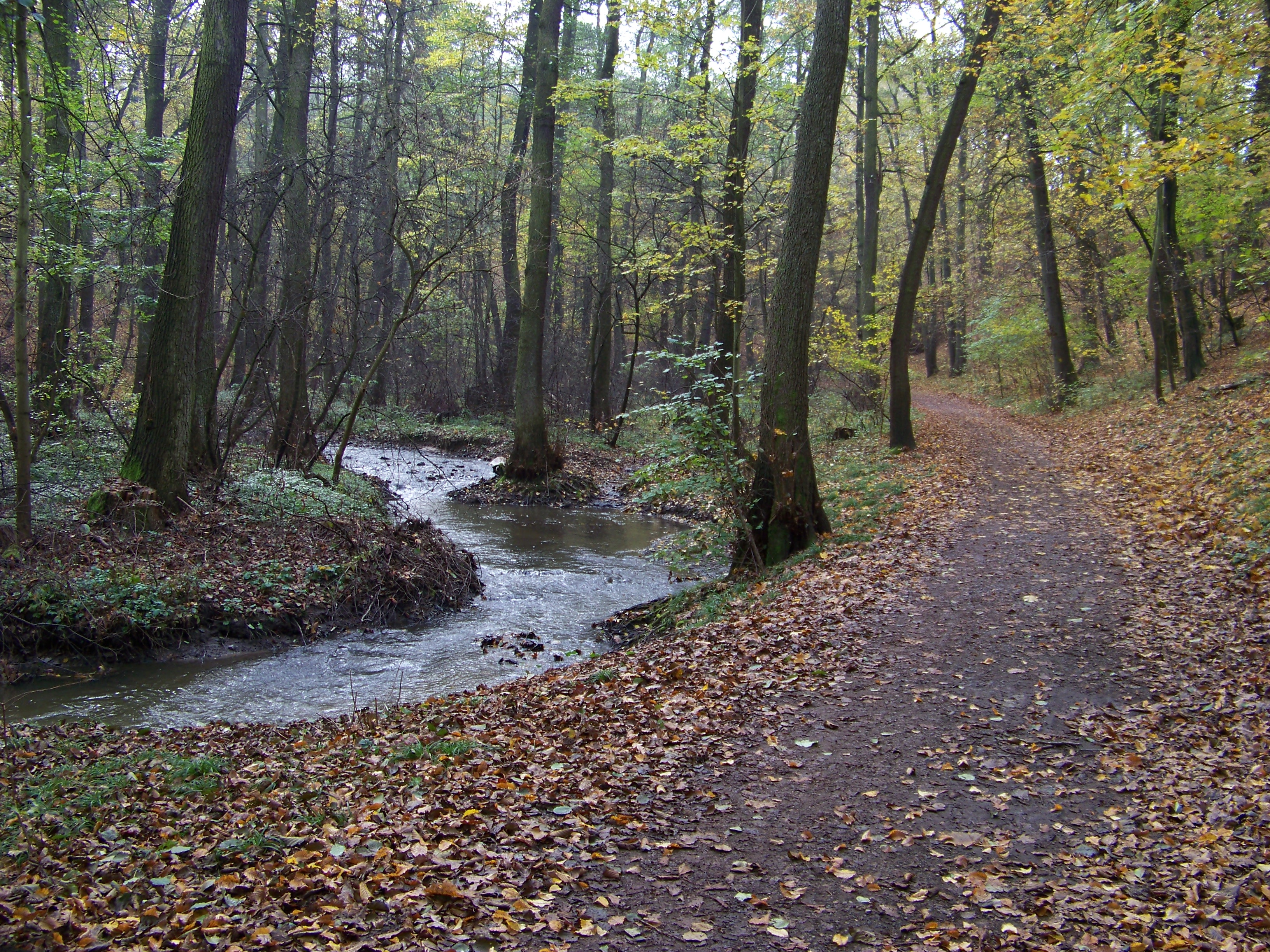
Kunratický potok v Kunratickém lese

### Vodstvo
Kunraticemi protéká Kunratický potok, ten pramení jihozápadně od Hrnčířského rybníka a nedaleko Barrandovského mostu se vlévá do Vltavy. Po toku Kunratického potoka se v Kunraticích nacházejí rybníky Šeberák, Vernerák (Hornomlýnský) a Mlejňák (Dolnomlýnský). V Kunraticích jsou další dva rybníky Olšanský (Olšanský potok) a poblíž zámku a zdejší základní školy se nachází rybníček Ohrada.

### Lesy a parky
Na území Kunratic se nachází jeden z největších pražský lesů, les Kunratický. Ročně je navštíven okolo 678 tisíci návštěvníky, kteří ho využívají pro krátkodobou relaxaci snadno dosažitelnou v oblasti Prahy. Pravidelně se zde běhá soutěž Velká kunratická, nachází se zde několik restaurací, dětských hřišť a historická památka, zřícenina Nový hrad u Kunratic. Mezi další velké zelené plochy v Kunraticích patří les Bažantnice a Zámecký park. Ani jeden ze zdejších lesů neumožňuje zvěři migraci, jsou totiž obklopeny zástavbou.

### Zemědělství
Kunratice jsou známé pro pěstování jahod, které rostou na polích kolem Kunratic a také se zde prodávají. První jahodové pole tu založil v roce 1959 Václav Jakoubek starší. Do roku 1993 zde fungovalo zemědělské družstvo Kunratice, po tomto roce vznikla firma Jahody Kunratice. Tato firma k roku 2017 hospodaří na 26 hektarech zdejší půdy, kde 10,6 ha tvoří plodné plochy a 3,5 ha mladá výsadba. Zdejší pole jsou v sezóně pravidelně zalévána. V roce 2015 zde také fungovalo jediné melounové pole v Česku. Melouny byly prodávány ve zdejší prodejně s potravinami Kunratická stodola. Ta se zabývá se rozvozem potravin ze zahraničí do restaurací či dalších obchodů.

## V kultuře
- O Kunraticích pojednává ve své písni hudební skupina Tři sestry. Je součástí alba Průša se vrací a nazývá se „Kunratice“, byla vydána v roce 1998.
- V roce 2002 se v Kunraticích natáčel americký film Van Helsing (2004). Pro film zde byla postaveny dekorace rumunské vesnice.[14]

## Dopravní obslužnost
Kunratice jsou obsluhovány výhradně autobusovou dopravou a to částečně městskými, částečně příměstskými linkami. (aktualizováno v srpnu 2024)
- Staré Kunratice obsluhuje zejména linka 193, vedoucí směr metro Kačerov a dále na Prahu 4, oplňkově jsou obsloužené tangenciální linkou (154) z Jižního Města a Šeberova, pokračující do Modřan, kde je využívána možnost přestupu na tramvaj dále do centra
- Nové Kunratice obsluhuje linka 138, vedoucí na metro – linka C (Kačerov) a linka A (Skalka)
- Část Kunratic Betáň je obsluhována výhradně příměstskými linkami ve svazku jezdícími též od metra Budějovická po ulici Vídeňská na Jesenici (332, 335, 337, 339)
- K Horním Kunraticím přiléhajícím ke Kunratickému lesu (především obytný komplex Flora a vysokoškolské koleje) jezdí městská autobusová linka 177 od stanice metra Chodov a Opatov
- Téměř všechny části Kunratic, které jsou jinak od sebe odděleny Kunratickým lesem a údolím Kunratického potoka, vzájemně propojuje doplňková midibusová linka 203
- Noční dopravu zajišťuje příměstská linka jedoucí do Jílového u Prahy a noční linka 901 v trase Anděl – Skalka

V budoucnu se předpokládá menší vliv zprovoznění metra D na denní dojížďku obyvatel Kunratic, nicméně obsluha Kunratic MHD se předpokládá v obdobné podobě, jako je tomu dnes. Zároveň se pracuje na projektu přístavby buspruhů po ul. Vídeňská, které by měly zkrátit zpoždění městských i příměstských autobusů na dnes již přetížené komunikaci.

## Fotogalerie

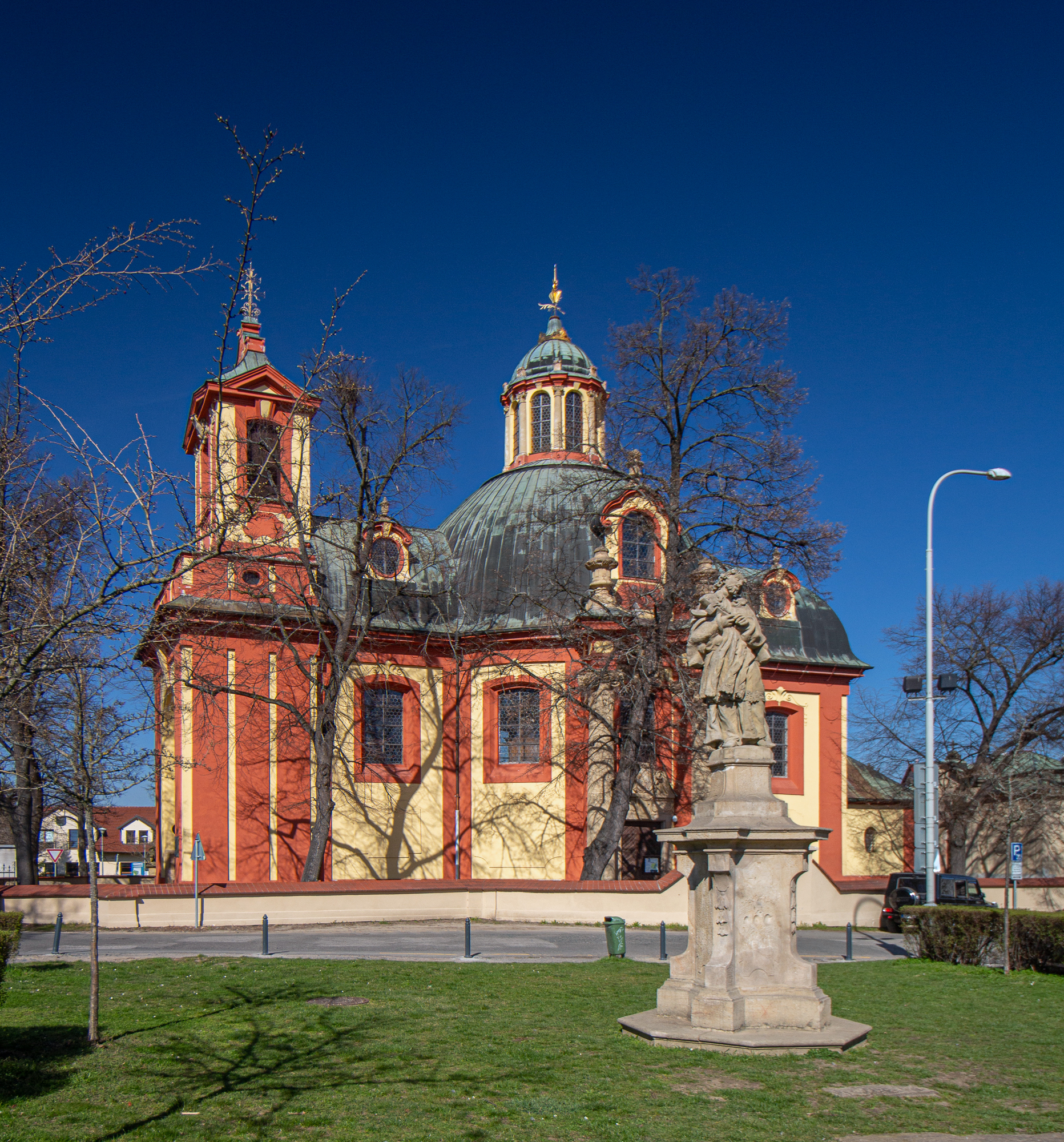
Kostel svatého Jakuba Většího a socha sv. Jana Nepomuckého, 2024
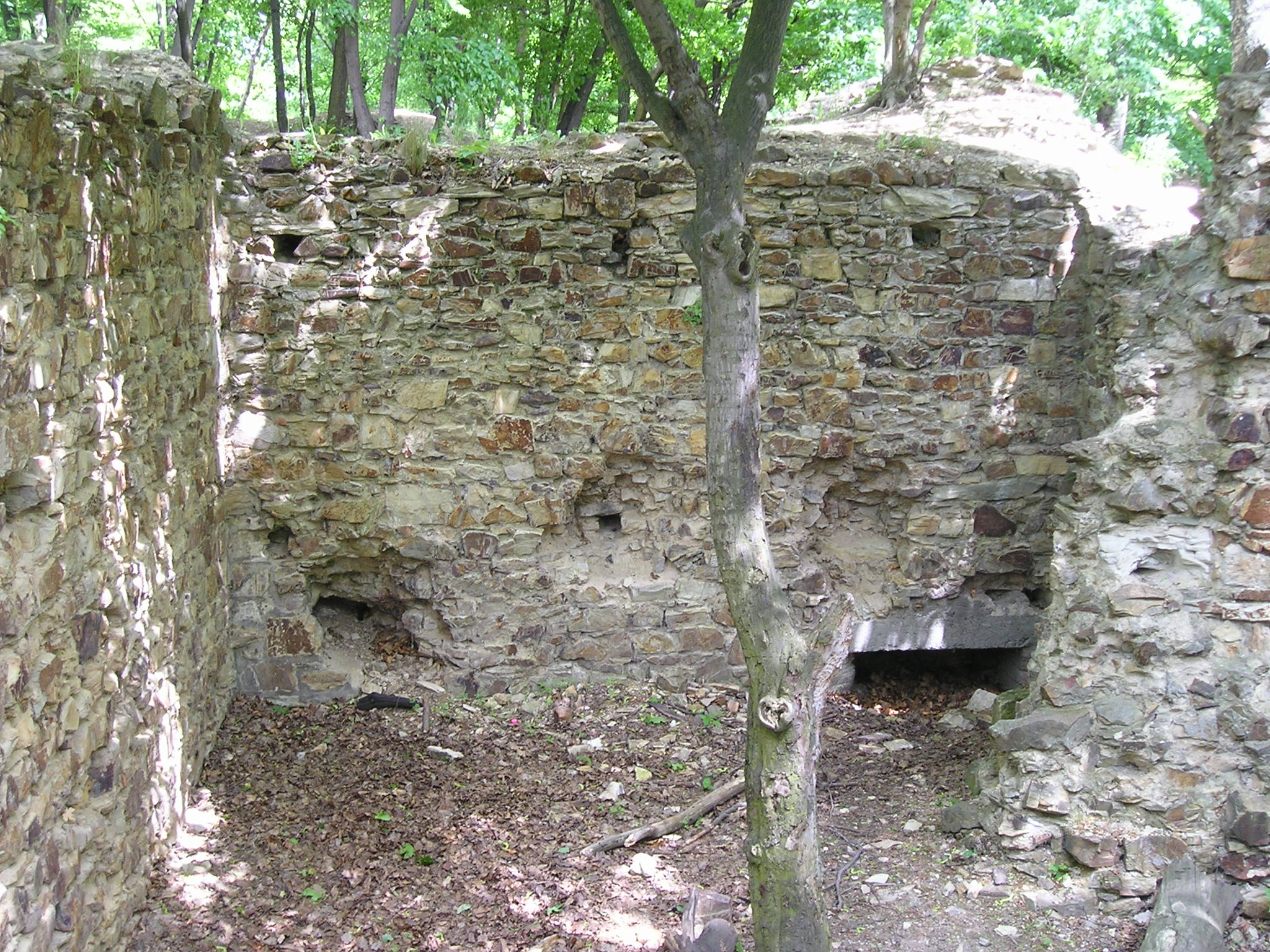
Dochované základy Nového hradu
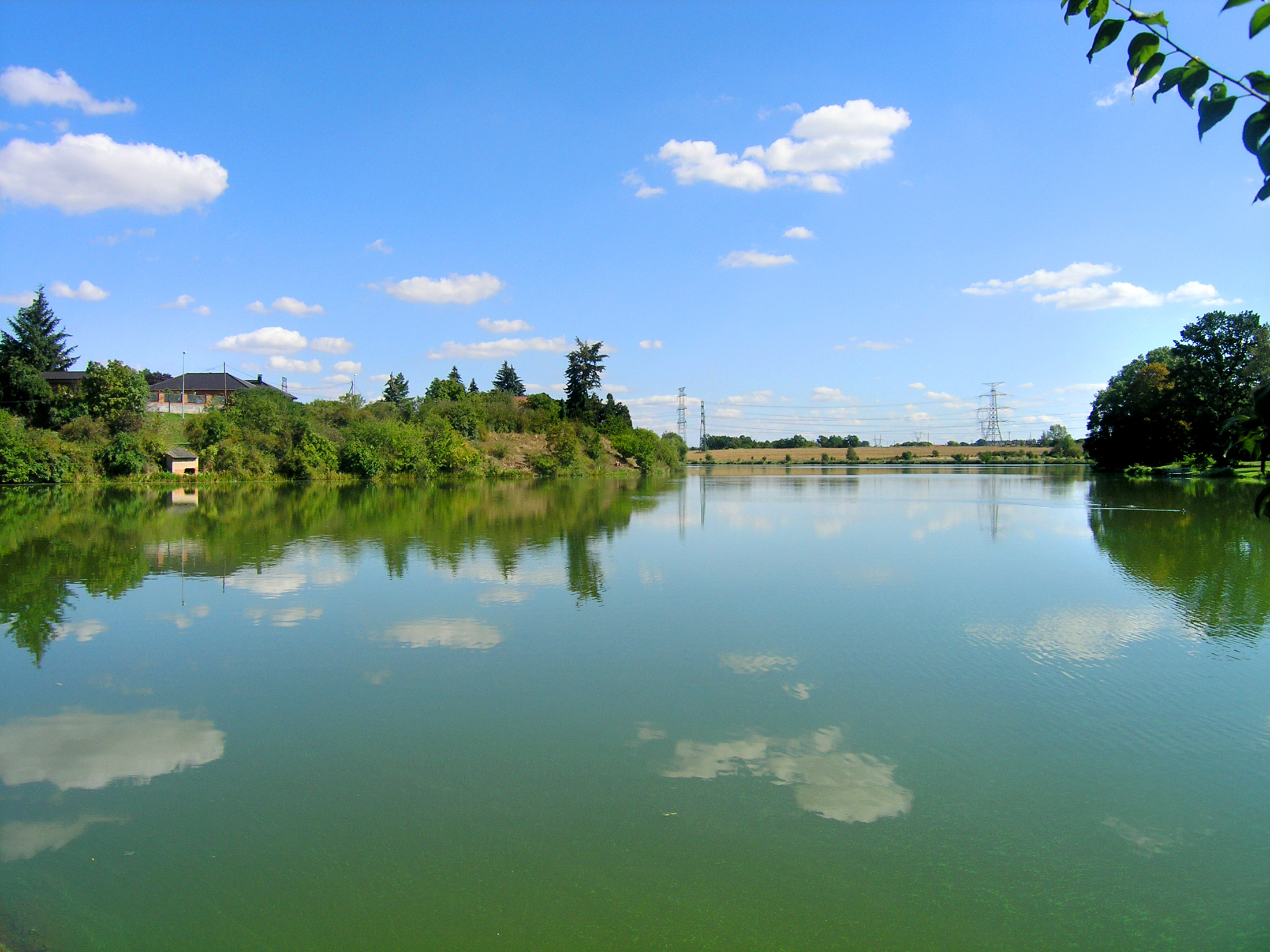
Rybník Šeberák, 2008
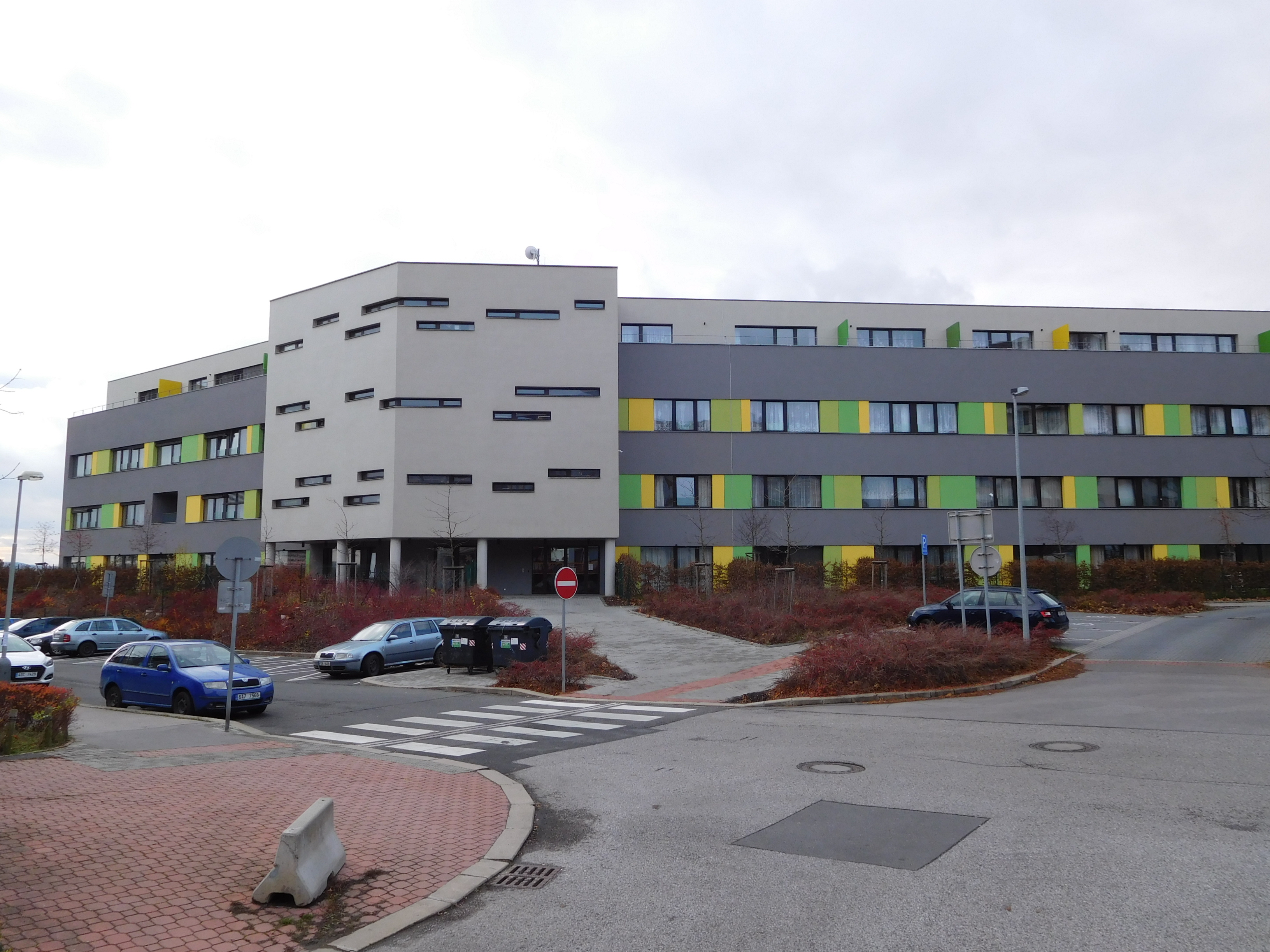
Areál seniorů Zátiší v horních Kunraticích, 2017
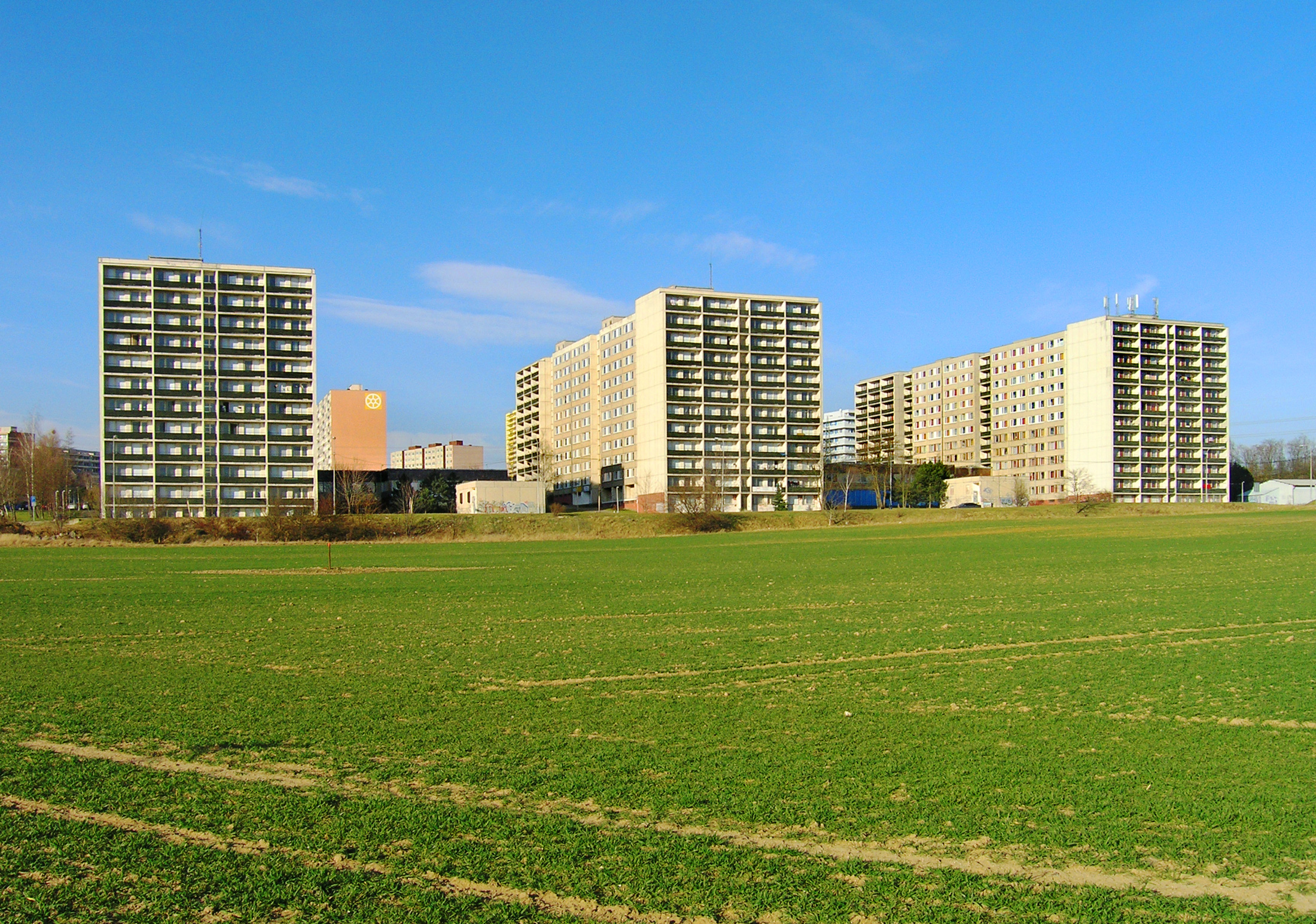
Koleje Jižní Město spadající pod Kunratice, funkčně patří spíše k Jižnímu Městu, 2008
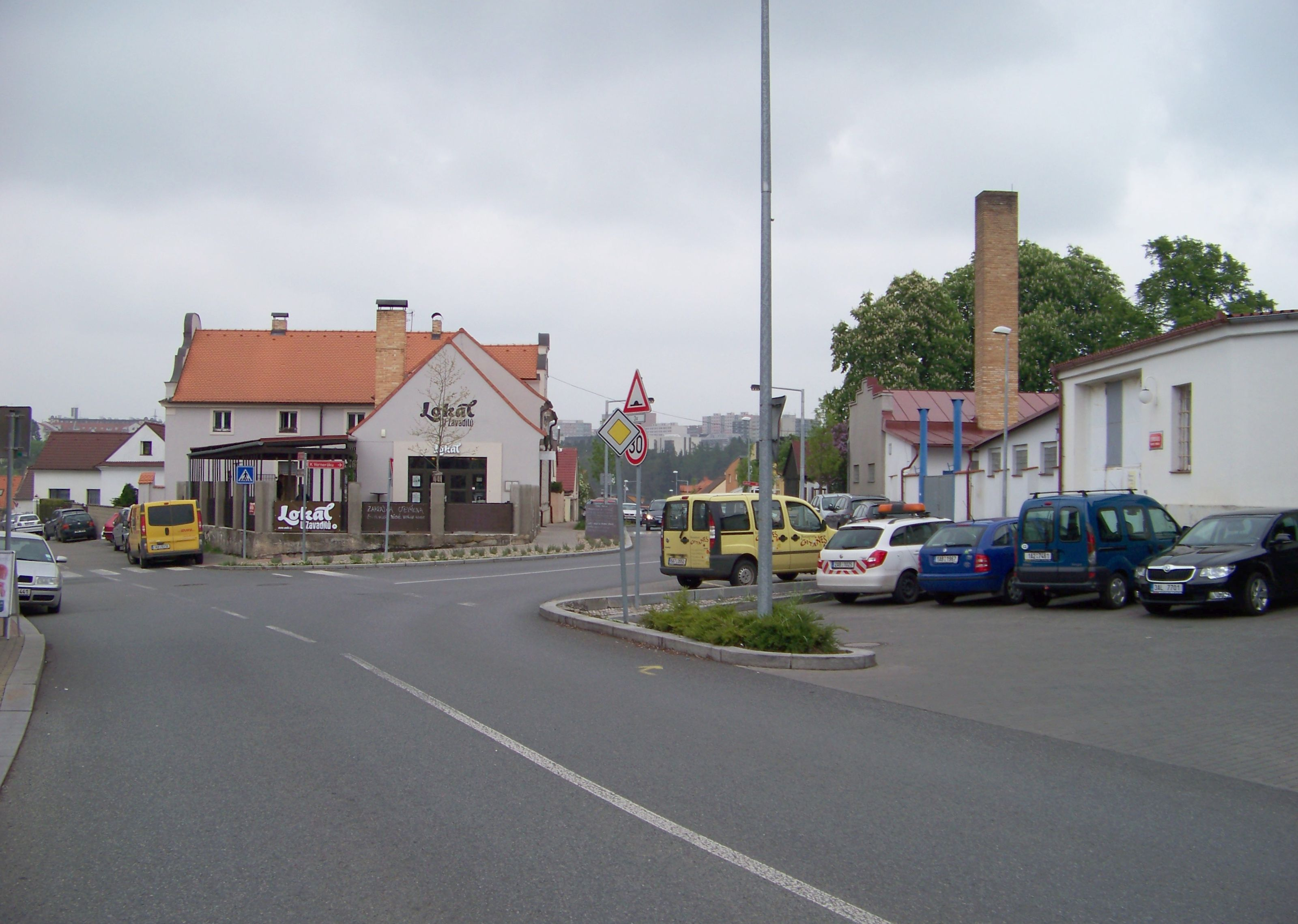
Ulice K Verneráku, část náměstí Prezidenta Masaryka, 2014
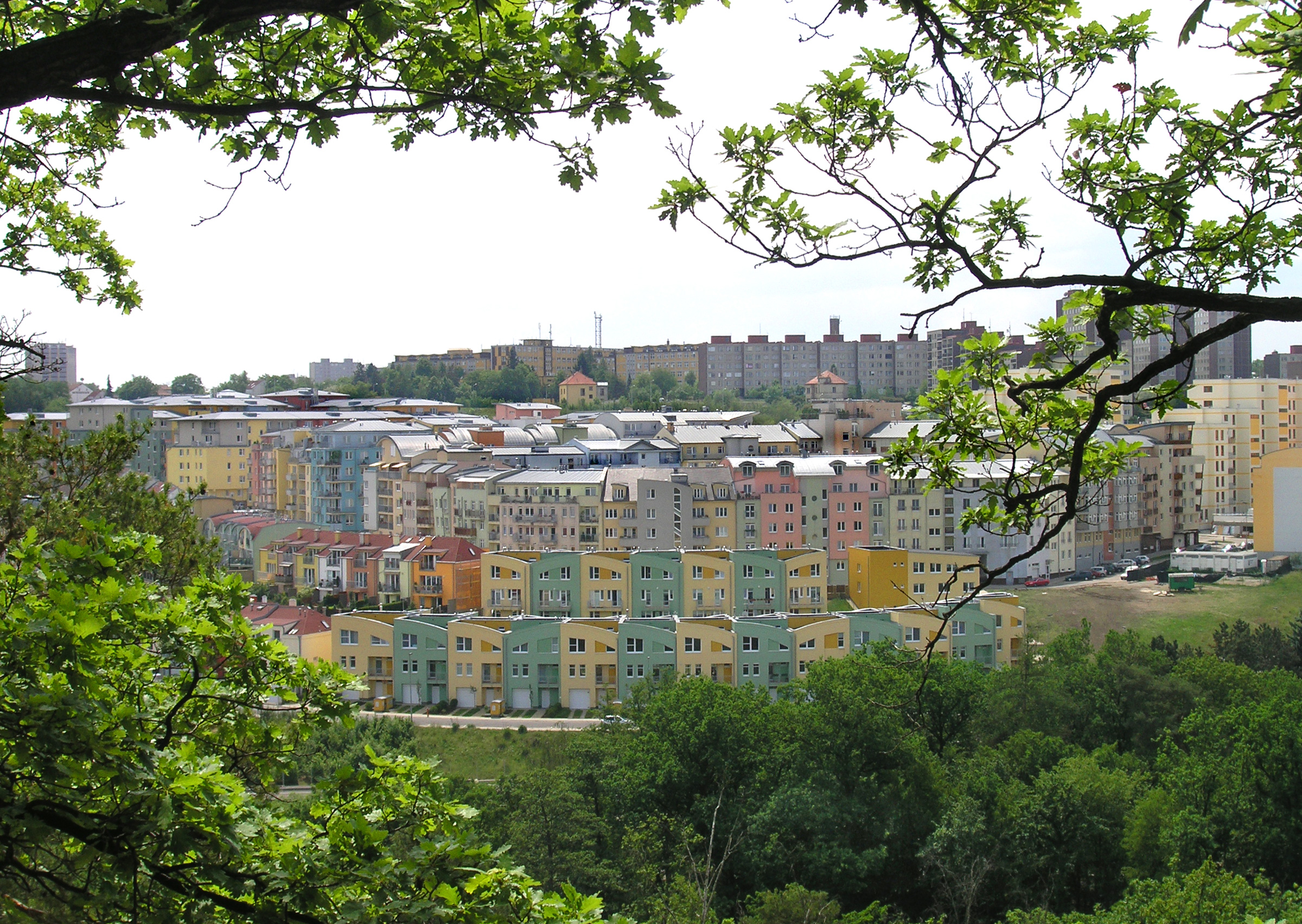
Pohled na část Kunratic Zelené údolí (dříve Václavská louka) z Kunratického lesa, 2007